# Karl Raupp
Pour les articles homonymes, voir Raupp.
Karl Raupp, né le 2 mars 1837 à Darmstadt et mort le 14 juin 1918 à Munich, est un peintre hessois de l'école de Munich, spécialiste des paysages et de la peinture de genre.

## Biographie
Raupp étudie d'abord l'art du paysage à l'atelier d'August Lucas, puis la peinture de genre à l'école du Städel à Francfort. Il y suit l'enseignement de Jakob Becker de 1856 à 1858. Il s'inscrit ensuite à l'académie des beaux-arts de Munich de 1860 à 1865, où il devient proche du célèbre peintre d'histoire Carl von Piloty, autour duquel se forme l'école de Munich. Il ouvre son propre atelier et donne des cours privés chez lui.
Raupp est nommé en 1868 professeur de peinture à l'école d'art de Nuremberg, poste qu'il occupe jusqu'en 1879. Il retourne après à Munich, où il devient professeur à l'académie des beaux-arts. Il influence et forme de nombreux étudiants, parmi lesquels Karl Arnold, Hans Brand, Joseph Ehrismann (en), Hans Emmenegger, Kristoffer Holst, Fritz et Erich Kuithan (de), Walter Queck (de).
Karl Raupp a une prédilection pour les couleurs vives et les sujets provoquant une émotion subtile. Il peint aussi bien des pêcheurs du Chiemsee que des paysans de Haute-Bavière. Il est aussi maître du clair-obscur qui est la marque de l'école de Munich, à l'imitation des maîtres vénitiens.

## Illustrations

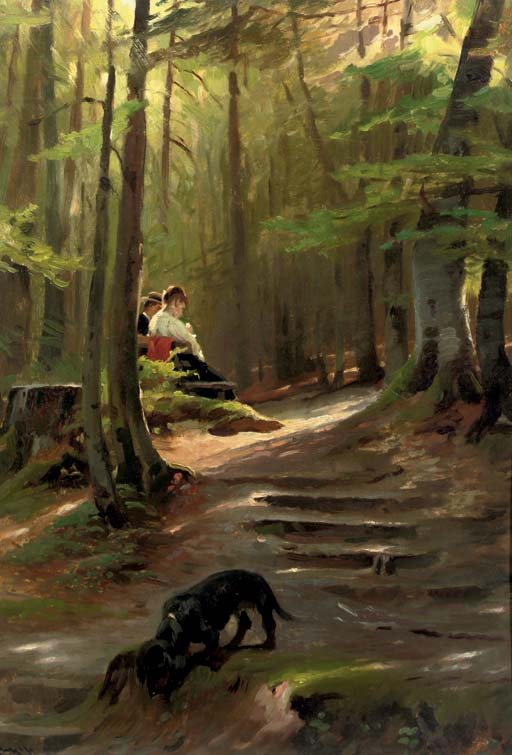
Le Teckel curieux, collection particulière
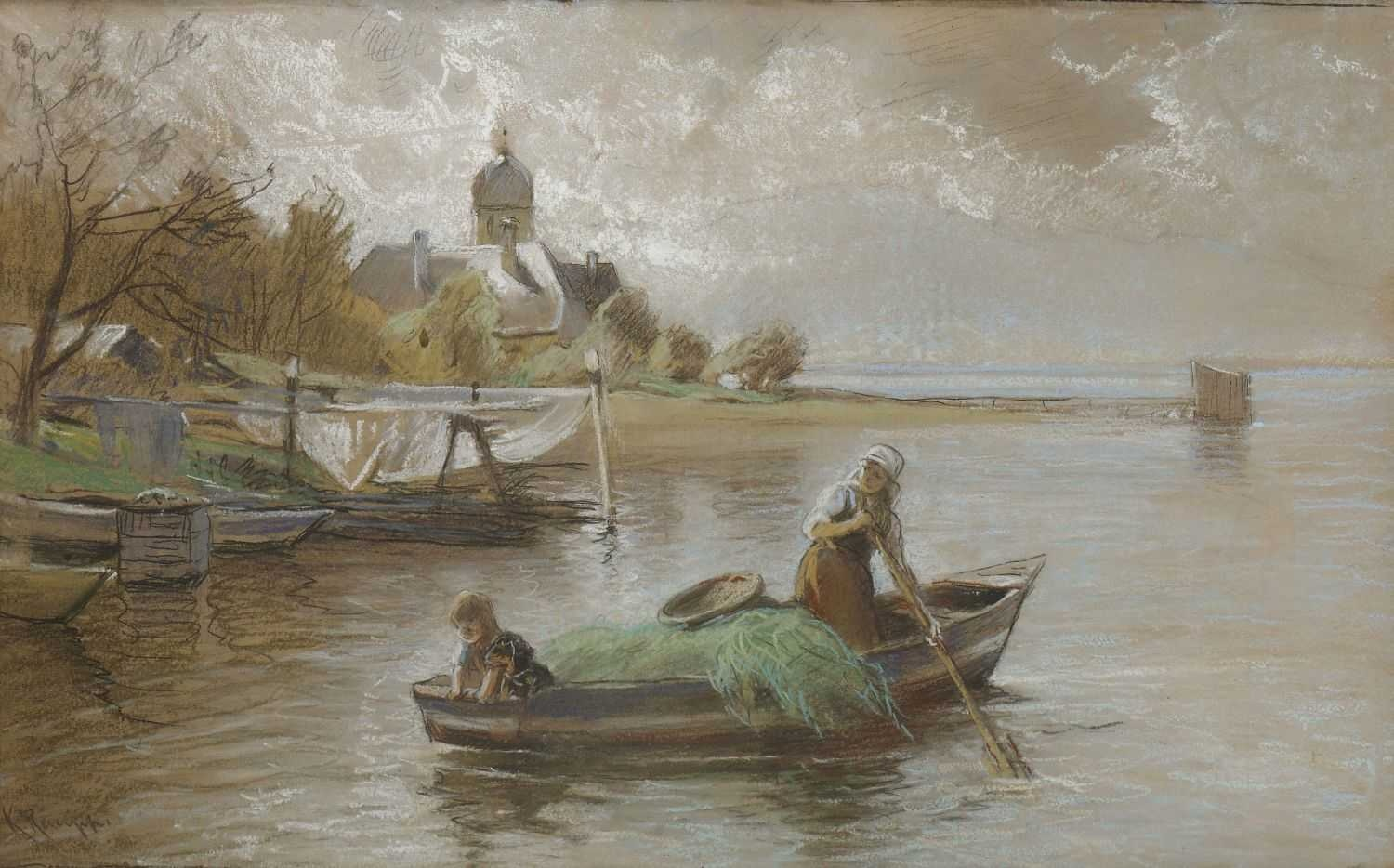
Au bord de la Fraueninsel, pastel
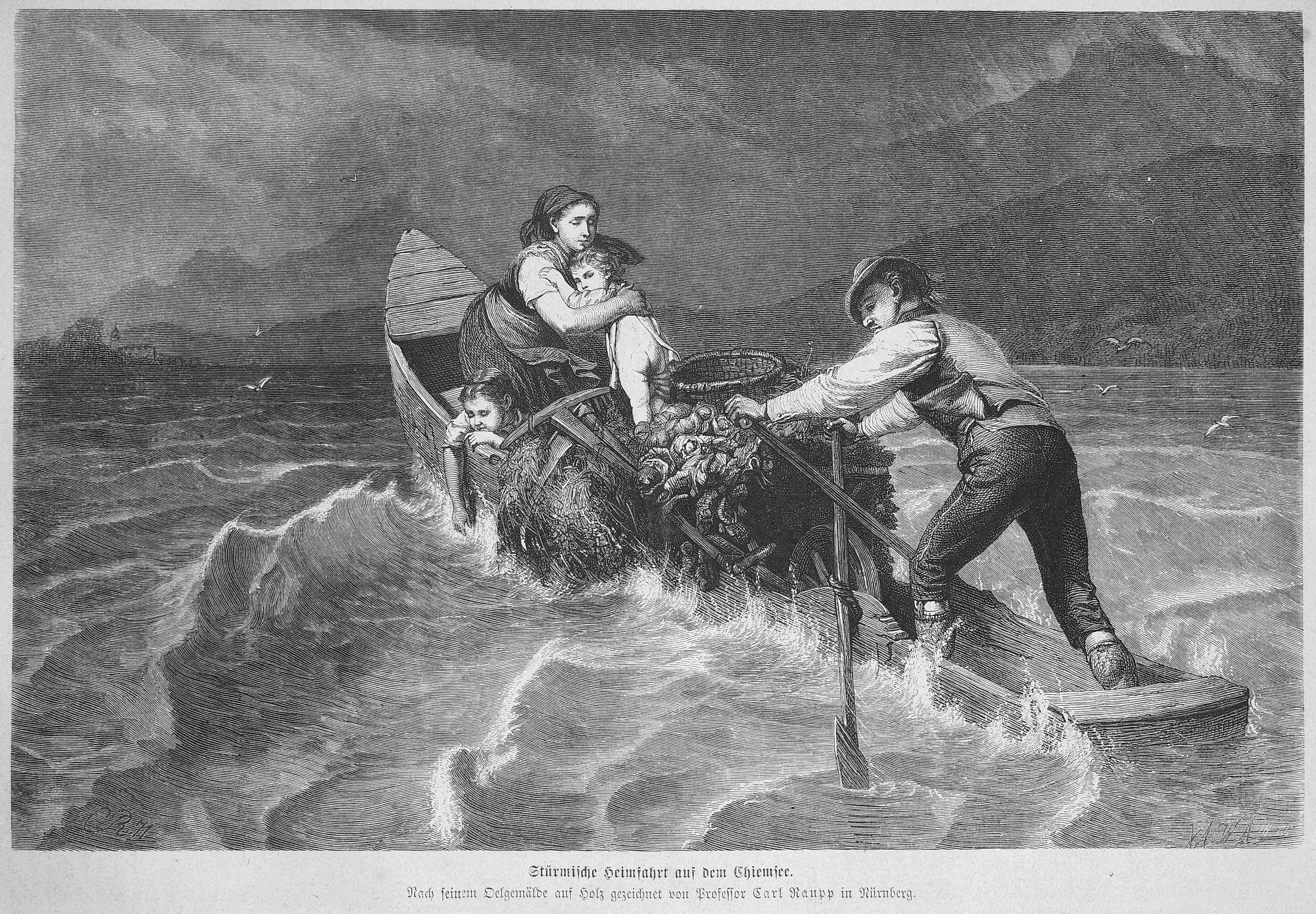
Gravure d'après son tableau Retour sous la tempête au Chiemsee, parue dans Die Gartenlaube
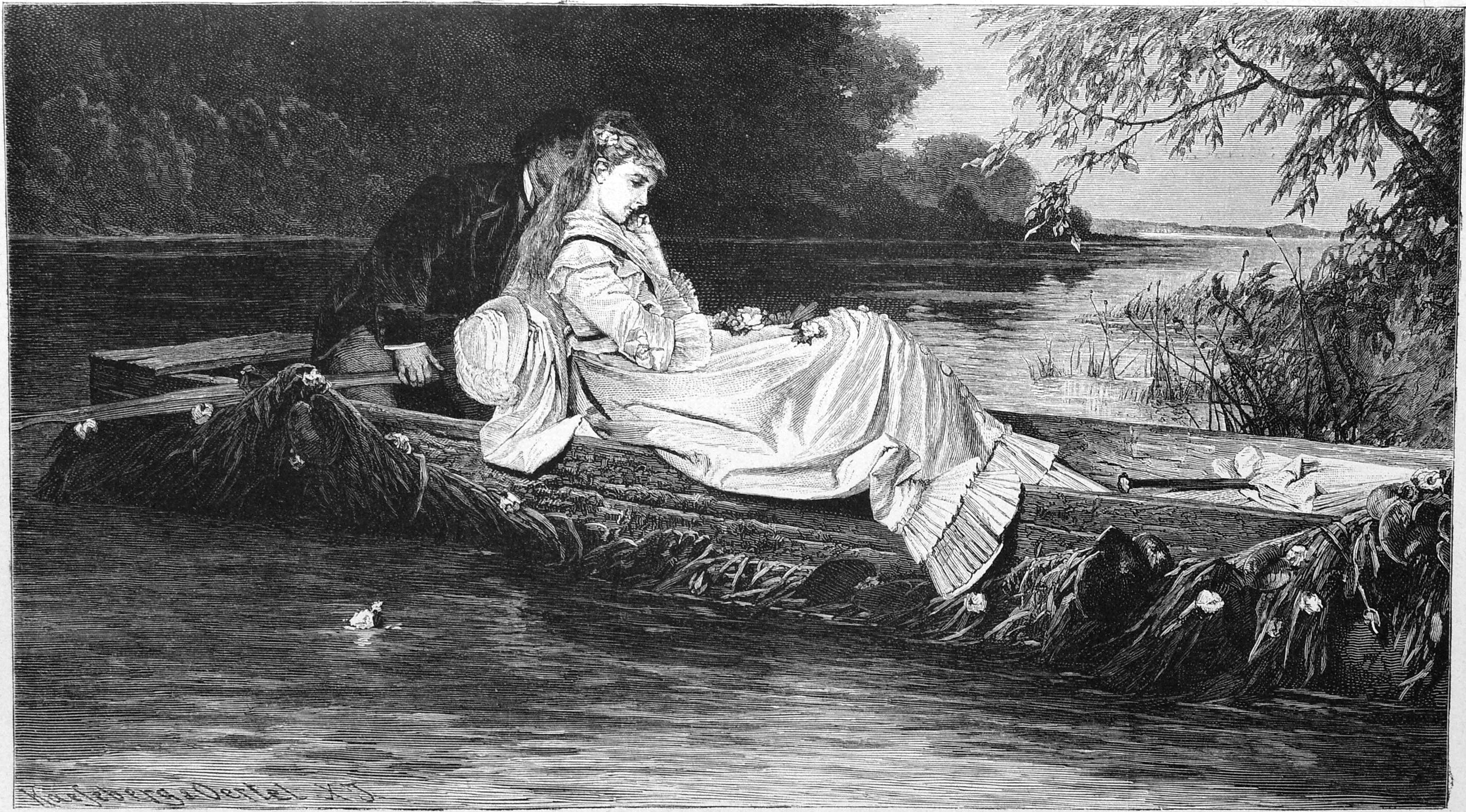
Gravure d'après son tableau En barque, parue dans Die Gartenlaube
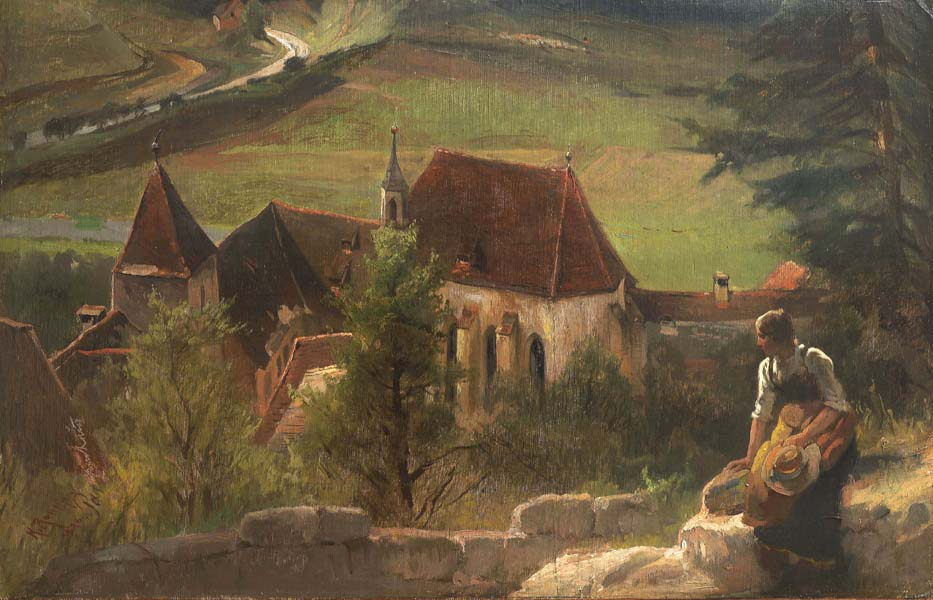
Le Couvent des augustins de Pappenheim (1878)